# Аренак (округ)
Шаблон:StateAbbr_ 44°03′ пн. ш. 83°45′ зх. д. / 44.05° пн. ш. 83.75° зх. д.
Округ Аренак (англ. Arenac County) — округ (графство) у штаті Мічиган, США. Ідентифікатор округу 26011.

## Історія
Округ утворений 1883 року.

## Демографія
За даними перепису
2000 року
загальне населення округу становило 17269 осіб, усе сільське.
Серед мешканців округу чоловіків було 8863, а жінок — 8406. В окрузі було 6710 домогосподарств, 4719 родин, які мешкали в 9563 будинках.
Середній розмір родини становив 2,92.
Віковий розподіл населення поданий у таблиці:
| Стать    | До 15 років | 15-21 | 22-29 | 30-39 | 40-49 | 50-65 | 65-85 | Понад 85 |
| -------- | ----------- | ----- | ----- | ----- | ----- | ----- | ----- | -------- |
| Чоловіки | 1708        | 838   | 757   | 1274  | 1359  | 1632  | 1210  | 85       |
| Жінки    | 1522        | 778   | 629   | 1098  | 1222  | 1592  | 1379  | 186      |

## Суміжні округи
- Айоско — північний схід
- Бей — південь
- Гледвін — захід
- Огемо — північний захід

## Виноски
1. ↑  US Decennial Census. US Census Bureau. Архів оригіналу за 26 квітня 2015. Процитовано 18 вересня 2014.
2. ↑  Historical Census Browser. University of Virginia Library. Архів оригіналу за 11 серпня 2012. Процитовано 18 вересня 2014.
3. ↑  Population of Counties by Decennial Census: 1900 to 1990. US Census Bureau. Архів оригіналу за 15 лютого 2015. Процитовано 18 вересня 2014.
4. ↑  Census 2000 PHC-T-4. Ranking Tables for Counties: 1990 and 2000 (PDF). US Census Bureau. Архів оригіналу (PDF) за 18 грудня 2014. Процитовано 18 вересня 2014.
5. ↑  State & County QuickFacts. US Census Bureau. Архів оригіналу за 6 липня 2011. Процитовано 26 серпня 2013. [Архівовано 2011-06-06 у Wayback Machine.](англ.) Наведено за англійською вікіпедією.
6. ↑  American FactFinder. Бюро перепису населення США. Архів оригіналу за 26 лютого 2012. Процитовано 31 січня 2008. [Архівовано 2008-05-21 у Wayback Machine.]

| США | Це незавершена стаття з географії США. Ви можете допомогти проєкту, виправивши або дописавши її. |